# Carl Pedersen
 Der er flere personer med dette navn, se Carl Pedersen (gymnast).
Carl Frederik Pedersen (født 9. december 1883 i København, død 11. januar 1967 på Frederiksberg) var en dansk speditør og fodboldspiller.
Pedersen spillede wing i AB og vandt guldmedalje med det uofficielle danske hold (bestående af spillere fra KBU) i OL 1906. 